# Переславское духовное училище
Пересла́вское духо́вное учили́ще — духовное училище Русской православной церкви в городе Переславль. Открыто в 1788 году, закрыто в 1918 году. Помещалось то в Даниловом, то в Горицком монастыре.

## Открытие училища
В 1788 году епископ Суздальский и Владимирский Виктор (Онисимов) предписал открыть малое училище в Переславле, и для размещения его назначить те самые помещения в Даниловом монастыре, в которых находилась Переславская духовная семинария. Для преподавания в высших классах училища епархиальный архиерей планировал назначить учителей Суздальской и бывшей Владимирской духовной семинарии; но таковых желающих в Переславле не оказалось (по большей части в связи с тем, что неизвестно было вознаграждение за труды). В этой связи учреждено было только два училищных класса: высший грамматический и низший. Учителями были назначены двое переславских священников — Антоний Кудрявцев и Василий Сермяков с жалованьем по 20 рублей каждому.
Смотрение за нравственностью учеников было поручено настоятелю Даниловского монастыря архимандриту Амвросию, назначенного надзирателем училища. На отопление училищных помещений, свечи и наём истопника утверждена назначенная священно-церковнослужителями сумма 50 рублей в год. 14 декабря 1788 года — принято считать днём основания Переславского духовного училища.
В наследство от семинарии училище получило семинарский звонок в 1 пуд, 2 чёрные арифметические доски, 15 столов, 20 скамей и 4 кафедры для учителей. Учеников в первый год обучения было 105 человек. До 1814 года в своём развитии училище не было стабильно: оно то возвышалось до класса риторики, и даже философии, — то спускалось до низших элементарных классов.

## Учебная часть
С начала основания своего училище состояло из малых классов, а именно: 1) из элементарного класса, в котором преподавалось чтение и правописание — русское и латинское, 2) из грамматического — низшего и высшего. Учителей было двое. 21 марта 1889 года за умножением учеников определён третий учитель. Ведомости об учениках с указанием их успехов ежегодно велено было Даниловскому архимандриту за подписью учителей представлять в Суздальскую консисторию.
Годы с 1792 по 1800 можно назвать годами процветания училища. В это время оно возвысилось до значения семинарии, как было прежде. В 1792 году в нём было 6 классов: 1) инфима, 2) инфарматория, 3) аналогия, 4) грамматика, 5) синтаксима и 6) риторика. Протоиерею переславского Успенского собора поручено было по воскресным дням перед литургией преподавать ученикам училища катехизис и изъяснять воскресные евангелия. Из риторики ученики переводились в философию Суздальской семинарии и ставились прямо во священники.
Появились и прежние префекты; так, 11 февраля 1792 года вместо архимандрита Амвросия назначен был префектом Никитский игумен Палладий с правом экзаменовать учеников и смотреть за исправностью учителей. В 1793 году возобновлена была власть ректора. Так, резолюцией Преосвященного Виктора затем, что префект училища Никитский настоятель живёт в дальнем расстоянии от училища и следить за учителями исправно не может, назначен вместо него ректором училища Даниловский архимандрит Венедикт. В 1794 году упоминается в первый раз звание смотрителя или надзирателя училища. С должностью смотрителя, в силу указа Святейшего Синода, была соединена должность цензора проповедей. В 1797 году был открыт философский класс, в который поступило 25 человек из Суздальской семинарии. Ученики философии назывались студентами и посвящались в стихарь для сказывания проповедей.
Учебные руководства, существовавшие в то время, были следующие: по латинскому языку — грамматика Лебедева; по риторике а) риторика Ломоносова, б) способ обучаться словесным языкам части 3, 4, в) «Elementa oratoria» Каменского, г) «Gradus ad Parnassum», д) «Palaestra oratoria» е) «Parnassus Poëticus», ж) «Orator extemporaneus».
В 1800 году, вследствие представления в Святейший Синод от епископа Ксенофонта, Муромское и Вязниковское училища упразднены; ученики из них переведены во Владимирское и Суздальское училища. Переславское же училище, сказано в указе, «оставляется, так как в нём всегда с пользою церкви учение продолжалось». Классы же — философский и риторический упразднены, а ученики из них переведены во Владимирскую семинарию на соответственные классы. В училище оставлено только три класса: 1) высший грамматический или синтаксима, 2) низший грамматический и 3) элементарный. Кроме грамматики Лебедева, по латинскому языку велено изучать в синтаксиме грамматику Каменского. Учебный курс в каждом классе продолжался два года. Арифметику по резолюции Преосвященного предписано преподавать в зимнее время в 3 часу пополудни, а для обучения нотному пению выбраны были способные к тому причетники Переславля. Катехизис и евангелия толковались в воскресные дни в училище за час перед литургией. Так учебная часть Училища шла до 1814 года. Начальство Училища, не имея проекта устава, всякий раз руководствовалось резолюциями Преосвященного. Например, отпуски учеников на праздники всякий раз были назначаемы Преосвященным. Для учеников, не явившихся в срок, указом консистории постановлены были следующие правила: не явившихся после отпусков два дня ставить на колени на два класса, за четыре дня — понижать классом, за неделю — не принимать без отношения в училище.
В 1814 году состоялось преобразование училищ. Прежнее название инфим, информаторий, аналогий уничтожилось. Училища названы уездными и приходскими, — в каждом из них было по два класса. Учителей прибавилось до 5 человек; взошли в учебную программу новые предметы, как то: греческий язык и славянский; введены новые учебные руководства, например, славянская грамматика, арифметика в 2 частях, греческая грамматика, священная история, латинская грамматика Амвросия, Корнелий Непот, греческая хрестоматия Каченовского, устав церковный, Новый Завет. В 1830 году введена была арифметика Куминского; в 1851 году она заменена арифметикой Буссе, — а эта в 1863 году арифметикой Никулина. География в 1831 году была — Арсеньева; с 1855 по 1863 Ободовского, а с 1863 Корнеля. С русской грамматикой произошли тоже преобразования: с 1831 по 1833 год была учебником грамматика Востокова; с 1833 по 1858 год грамматика Греча, а с 1858 года опять грамматика Востокова.
В 1852 году совершилось ещё преобразование училищ. По этому преобразованию уездные и приходские училища соединены в одном составе под названием уездных училищ с тремя отделениями: высшим, средним и низшим. Низшее отделение составилось из 2-го и 1-го класса приходского училища, — среднее из прежнего низшего, а высшее так и осталось. Курс в каждом отделении назначен двухгодичный. В учебную программу введены некоторые новые предметы, как то: 1) объяснение воскресных и праздничных евангелий и апостолов, 2) объяснение утвари церковной и праздников церковных и 3) русская история. Предметы учения разделены между наставниками не по отделениям, как было прежде, а по роду самых предметов, так, например, преподающий латинский язык один преподаёт его во всех отделениях. Для исключённых из нижнего и среднего отделения, также для желающих занять только причетнические места учреждён причетнический класс с специальным к тому направлением.

## Смотрители училища
- 1788—1792 — Амвросий, архимандрит Даниловского монастыря
- 1792—1794 — Палладий, игумен Никитского монастыря, (в звании префекта)
- 1794—1797 — протоиерей Иван Лебедев, настоятель Успенского собора Переславля (в звании смотрителя)
- 1797—1800 — священник Антон Кудрявцев из Успенского собора Переславля (студент семинарии)
- 1800—1802 — диакон Тихон Лебедев из Успенского собора Переславля (студент семинарии)
- 1802—1807 — священник Сергей Божаниновский из Успенского собора Переславля (студент семинарии)
- 1808—1814 — священник Никита Безсонов из Успенского собора Переславля (студент семинарии)
- 1814—1823 — Гедеон, строитель Никольского монастыря (студент семинарии)
- 1823—1826 — Василий Соколов (кандидат богословия 1818 г. Московской духовной академии)
- 1826—1829 — священник Василий Цветков (кандидат богословия 1820 г. Московской духовной академии)
- 1829—1831 — Пётр Разумовский (в монашестве Прокопий, по другим данным — Порфирий) (кандидат богословия 1828 г. Московской духовной академии)
- 1831—1832 — Назарий строитель Никольского монастыря (студент семинарии)
- октябрь 1832-20 декабря 1832 — Варлаам, иеромонах
- 1832—1843 — священник Фёдор Тихонравов из Предтеченской церкви Переславля (студент семинарии)
- 1843—1844 — священник Иван Флоринский из Вознесенской церкви Переславля (студент семинарии)
- 1844—1850 — Илья Сахаров (кандидат богословия 1840 г. Московской духовной академии)
- 1850—1864 — Нифонт, архимандрит настоятель Никитского монастыря (студент семинарии)
- 1864—1906 — священник Александр Свирелин Феодоровского женского монастыря (действительный студент 1864 г. Московской духовной академии)
- 1906-19..